# Shutford
Shutford – wieś w Anglii, w hrabstwie Oxfordshire, w dystrykcie Cherwell. Leży 37 km na północ od Oksfordu i 110 km na północny zachód od Londynu. W 2001 miejscowość liczyła 461 mieszkańców.